# Наездник (клипер, 1878)
«Наездник» — русский парусно-винтовой клипер (крейсер 2-го ранга) четвёртой серии (типа «Крейсер»). Первый корабль серии с композитным (железный набор и деревянная обшивка) корпусом.

## История службы
- 1879 — На клипере испытывались механические регуляторы скорости, изобретенные капитаном О. С. Костовичем для предупреждения поломки частей судовых паровых машин во время сильного волнения на море.
- 21 октября 1879 — Вышел из Кронштадта на Дальний Восток в составе отряда капитана 1-го ранга М. Л. Новосильцева.
- 17 июня 1880 — В Нагасаки вошёл в состав эскадры контр-адмирала А. Б. Асланбегова.
- 22 июля 1880 — Перешёл во Владивосток, откуда отправился в крейсерство к берегам Японии под флагом контр-адмирала О. Р. Штакельберга. Во время похода оказал помощь в снятии с мели флагманского корабля английской эскадры «Айрон Дюк» и корвета «Чемпион».
- 1 сентября 1880 — Зачислен в состав 1-го отряда Тихоокеанской эскадры вице-адмирала С. С. Лесовского.
- Май 1881 — Отправился через Суэцкий канал на Балтику.
- 25 июля 1882 — Поход в Средиземное море в составе эскадры контр-адмирала П. В. Чебышёва.
- 18 декабря 1882 — Отправился на Тихий океан. Во время прохождения Магеллановым проливом, в бухте Борджия, команда успешно испытала спасательную ракету Николаевского ракетного завода — с её помощью на берег был подан леер, по которому в беседке переправили одного из матросов.
- 22 марта 1883 — Прибыл в Шанхай.
- Во Владивостоке вошёл в состав эскадры под командованием контр-адмирала Н. В. Копылова.
- 1884 — Плавание к Каролинским и Марианским островам.
- 12 июня 1885 — Вернулся на Балтику.
- 1887 — Отправился в Тихий океан с заходом в Сидней.

- Командир: капитан 2-го ранга Зарин, Сергей Апполинарьевич
- Старший офицер: капитан 2-го ранга Шеман Николай Николаевич
- Вахтенный начальник: лейтенант Михеев, Константин Борисович
- Вахтенный начальник, минный офицер: лейтенант Протасьев, Александр Васильевич
- Вахтенный начальник: лейтенант Литвинов, Владимир Иванович
- Вахтенный начальник: лейтенант Ресин, Павел Александрович
- Вахтенный начальник, старший артиллерист: мичман Дитерихс, Владимир Константинович
- Старший штурман: штабс-капитан КФШ Филипповский, Владимир Иванович
- Младший штурман: подпоручик КФШ Севастьянов, Владимир Клавдиевич
- Младший штурман: подпоручик КФШ Морозов, Николай Васильевич
- Лейтенант Сапсай, Алексей Дмитриевич
- Мичман Перелешин, Геннадий Васильевич
- Мичман Янов, Алексей Владимирович
- Мичман Апостоли, Николай Николаевич
- Мичман князь Трубецкой, Мануил Николаевич
- Мичман Кузнецов, Николай Дмитриевич
- Старший судовой механик: помощник старшего инженер-механика Машнин Павел Алексеевич
- Младший инженер-механик Столяров, Николай Иванович
- Младший инженер-механик Шилов, Василий Николаевич
- Старший судовой врач: Зандер, Александр Карлович
- Младший судовой врач: Ястребов, Иван Васильевич

- 14 января 1888 — Прибыл на Фолклендские острова, а оттуда — во Владивосток.
- 7 июля 1888 — Вышел для обеспечения партии под началом производителя гидрографических работ Сибирского флотского экипажа подпоручика КФШ С. А. Варгина по съемке берегов Сахалина от Корсаковского поста до Тихой пристани и создании геодезической опорной сети. Также был выполнен шлюпочный промер южного берега Сахалина. Командир корабля Зарин и штурман Филипповский проводили исследования океанологического режима пролива Лаперуза с определением положения Камня Опасности. С открытием навигации 1889 года работы партии С. А. Варгина на клипере «Наездник» продолжились в заливе Петра Великого[1].
- Апрель 1889 — Ушел в Кронштадт.
- 22 июня 1889 — Прибыл в Кронштадт.

В 1890—1891 годах клипер «Наездник» и броненосный крейсер «Адмирал Нахимов» сопровождали крейсер «Память Азова» на Дальний Восток с цесаревичем Николаем Александровичем, будущим императором Николаем II на борту.
- Июль 1891 — Участвовал во встрече французской эскадры, прибывшей в Кронштадт с визитом.
- 1 мая 1893 — Ушел из Ревеля на Север. В Северном море провел испытания нового лота Рунга.

- Командир: капитан 2-го ранга Иосиф Коссович
- Старший офицер: лейтенант Ларионов
- Старший штурманский офицер: лейтенант Леонид Опадский (Опацкий)
- Старший артиллерийский офицер: КМА мичман Тимрот
- Старший инженер-механик: КИМФ поручик Лелякин

- 12 мая 1893 — Пришёл в Екатерининскую гавань.
- В Белом море арестовал шесть норвежских шхун-браконьеров с тюленьими шкурами.
- 18 июня 1893 — Пришёл в Архангельск.
- Июль-август 1893 — Выполнял гидрографические работы у Новой Земли и у Югорского Шара.
- 28 августа 1893 — Пришёл в Кронштадт.
- Включен в состав Практической эскадры Балтийского флота.
- Ноябрь 1902 — Сдан в порт.
- 7 декабря 1902 — Исключен из списков флота из-за «совершенной негодности его к дальнейшей службе».
- 1 мая 1903 — Корпус клипера ввели для разборки в Петровский док.

## Командный состав

### Командиры
- 20.02.1878—12.08.1879 — капитан-лейтенант Иван Лавров 2-й
- 12.08.1879—01.01.1886 — капитан-лейтенант Кологерас, Леонид Константинович
- 01.01.1886—01.01.1890 — капитан 2-го ранга Зарин, Сергей Аполлинариевич
- 01.01.1890—09.04.1890 — капитан 2-го ранга Рожественский, Зиновий Петрович
- 09.04.1890—??.??.189? — капитан 2-го ранга Пелль
- 01.01.1892—2?.10.1893 — капитан 2-го ранга Коссович, Иосиф Васильевич
- 01.01.1894—06.12.1894 — капитан 2-го ранга Витгефт, Вильгельм Карлович
- 06.12.1894—07.04.1897 — капитан 2-го ранга Киселев 1-й
- 07.04.1897—08.02.1899 — капитан 2-го ранга Павловский 1-й
- 08.02.1899—06.12.1901 — капитан 2-го ранга Орехов, Константин Дмитриевич
- 06.12.1901—10.11.1902 — капитан 2-го ранга Пац-Помарнацкий

### Старшие офицеры
- 18.03.1878—16.04.1878 — лейтенант Ломен, Лев Николаевич
- 18.10.1884—05.04.1886 — лейтенант Чернышёв, Николай Кузьмич (командир 8-й роты клипера)
- 04.06.1886—28.05.1888 — капитан 2-го ранга Шеман, Николай Николаевич
- 28.05.1888—01.01.1892 — капитан-лейтенант (с 01.04.1890 капитан 2-го ранга) Михеев, Константин Борисович
- ??.??.189?—??.08.1893 — лейтенант Ларионов

### Другие должности
- 1880—1881 мичман Абаза, Алексей Михайлович (старший штурманский офицер)
- 1886—1889 мичман Дитерихс, Владимир Константинович (старший артиллерийский офицер)
- 1887—1889 подпоручик КФШ Морозов, Николай Васильевич (младший штурманский офицер / производитель съёмки берегов Сахалина (экспедиция С. А. Варгина) и съёмки южной части залива Петра Великого (Отдельная съёмка Восточного океана под руководством К. П. Андреева) )
- 1890—1890 лейтенант Бубнов, Михаил Владимирович (ревизор)
- 1893—1893 Опадский, Леонид Петрович (старший штурманский офицер)
- 1893—1893 Мичман Тимрот (старший артиллерийский офицер)
- 1893—1893 Поручик Лелякин (старший инженер-механик)
- Иванов 6-й, Фёдор Николаевич

## Упоминания в художественной литературе
- Пикуль В. — Три возраста Окини-сан.